# إتزبابالوتل

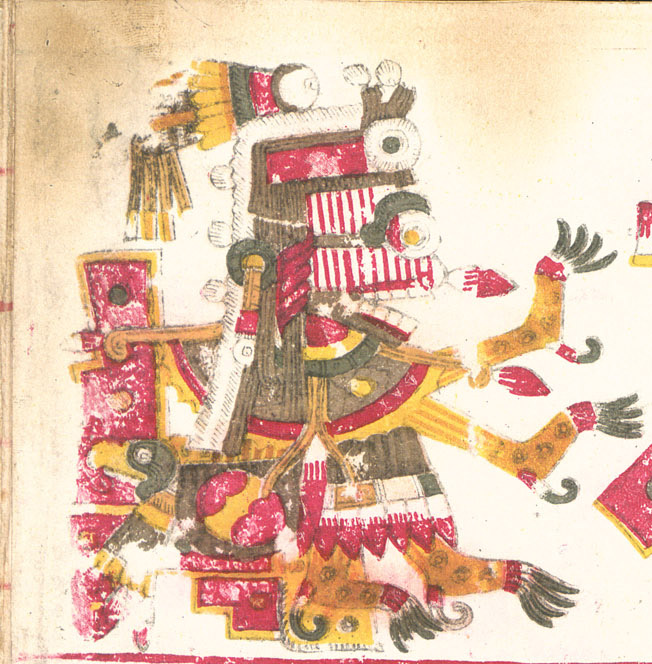
صورة لإتزبابالوتل في مخطوطة الأزتيك.

إتزبابالوتل (بالإنجليزية: Ītzpāpālōtl)‏ معنى الاسم «فراشة السبج». كانت إلهة محاربة حكمت الجنة وتحديدا مكان الضحايا من الرضع وهو مكان خلق البشر. وهي أم ميكسكوتل Mixcoatl وترتبط بشكل خاص مع فراشة العثة المسماة Rothschildia orizaba من عائلة عثة زحل. ومع ذلك، تظهر في المقام الأول في شكل فراشة السبج.
اسمها إما يكون فراشة السبج أو الفراشة المخلبية، ومن الممكن أن تشير الفراشة المخلبية إلى الخفاش وفي بعض الحالات تصور إتزبابالوتل بأجنحة الخفافيش. ومع ذلك، يمكن أن تظهر أيضًا بصفات فراشة أو نسر واضحة.